# 馬國弼
馬國弼（1975年4月28日—），台灣諧星、演員、主持人，本名鄭盛元，原藝名馬國畢，亦曾是主持人吳宗憲旗下「憲憲家族」成員。

## 演藝生涯
馬國畢出身於電視節目幕後工作團隊，出道時藝名為「阿元」，後另一主持人胡瓜以粗話諧音為其改名；與藝人馬國賢姓名相近，常被誤認為兄弟或堂兄弟，但兩人無親戚關係。2013年5月，爆出簽賭美國職棒背債千萬，為避免連累妻女，與妻協議離婚，也因此以Uber計程車司機等工作為兼職副業。
2013年5月，馬國畢被爆出簽賭美國職棒欠債千萬並已離婚。自2006、2007年起，馬國畢開始簽賭美國職棒，輸多贏少，一度欠債高達近台幣5000萬元，因此他持續尋求賺錢機會並賣屋還債；至2013年4月事件被爆出時，馬國畢尚餘千萬元債務，為避免牽連妻女，他與妻子謝依純離婚。2014年9月，因馬國畢已半年沒接節目通告，債務只償還一成；他嘗試考取計程車執照以拿到固定收入。2015年，馬國畢透露為解決債務問題已出售自有房產，所得約莫台幣2000萬元，讓自己可以短時間還清部分鉅額債款，並持續兼差當司機。至2018年4月，馬國畢表示自己數年來除拍戲、兼職打工甚至一度兼差擔任Uber計程車司機等職務外，另投入網路直播拍賣玉器，已還清台幣4400萬元債務，剩下約600萬元債務，並表示與朋友當二房東一起租下三角窗店面，計畫自行創業開設雞排店；店面將分出20坪空間作為雞排店，其他60坪轉租給麵包店，租金另計。

## 個人生活
媒體報導2010年9月7日，結婚前夕與未婚妻謝依純發生爭執，在車內吞安眠藥燒炭自殺，引發火燒車事故。馬國畢被發現時人在車外，精神恍惚無法站穩，座車燒毀只剩骨架，車上的婚紗相簿、喜帖也付之一炬。兩天後，馬國畢與懷孕三個月的謝依純照常舉行婚禮。後馬國畢在《小明星大跟班》節目上表示此事為外界誤解。
2013年因沉迷職棒簽賭欠5千萬巨債，數年來除了拍戲、直播、兼職打工，也一度開Uber來維持生活。
2023年8月再度深陷負面新聞，11日凌晨返回南港家途中被警方攔查，酒測值達0.3，依公共危險罪嫌送辦。
2025年6月宣布藝名改為馬國弼。

## 電視劇
| 年份   | 頻道             | 劇名                           | 角色         |
| 1998年 | 中視             | 《千金媳妇万金孙》             | 手下         |
| 1999年 | 台視             | 《臺灣廖添丁》                 | 脫窗         |
| 2000年 | 中視             | 《新梁山伯祝英臺》             | 辛平         |
| 2000年 | 公視             | 《大醫院小醫師》               | 何進波       |
| 2000年 | 三立台灣台       | 《戲說台灣》棺材女傳奇         | 火旺         |
| 2000年 | 台視             | 《再見阿郎》                   | 阿興         |
| 2007年 | 華視、緯來綜合臺 | 《這裡發現愛》                 | 大頭         |
| 2008年 | 大愛電視台       | 《情緣路》                     | 潘添榮       |
| 2008年 | 中視、八大電視台 | 《我的億萬麵包》               | 哥哥         |
| 2009年 | 三立台灣台       | 《幸福白馬里》                 | 施正東       |
| 2009年 | 大愛電視台       | 《守在轉角的希望》             | 領班         |
| 2010年 | 中視、八大       | 《就想賴著妳》                 | 綁匪         |
| 2011年 | 民視             | 《新兵日記》                   | 陳世恩       |
| 2011年 | 大愛電視台       | 《讓愛飛翔》                   | 李裕隆       |
| 2011年 | 民視             | 《旋風管家》                   | 歹徒         |
| 2012年 | 大愛電視台       | 《正義的化身》                 | 李國元       |
| 2013年 | 華視             | 《K歌·情人·夢》                | 劉生華       |
| 2013年 | 中視             | 《求愛365》                    | 小白         |
| 2013年 | 三立台灣台       | 《含笑食堂》                   | 天生         |
| 2014年 | 台視             | 《雨後驕陽》                   | 阿三         |
| 2014年 | 大愛電視台       | 《幸福魔法師》                 | 楊阿和       |
| 2014年 | 民視             | 《龍飛鳳舞》                   | 道士(客串)   |
| 2014年 | 民視             | 《廉政英雄》第二十九單元：手足 | 朱承天       |
| 2014年 | 八大綜合台       | 《終極惡女》                   | 惡魔         |
| 2015年 | 大愛電視台       | 《永不放棄》                   | 大廚         |
| 2015年 | 中視             | 《鋼鐵之心》                   | 吳群倫       |
| 2016年 | 民視             | 《阿不拉的三個女人》           | 興仔         |
| 2016年 | 芒果TV           | 《終極遊俠》                   | 警察         |
| 2016年 | TVBS歡樂台       | 《在一起，就好》               | 徐天寶       |
| 2016年 | 大愛電視台       | 《阿寬》                       | 阿安         |
| 2017年 | 大愛電視台       | 《清風無痕》                   | 鄭清南       |
| 2017年 | 大愛電視台       | 《我綿一家人》                 | 蕭仔         |
| 2018年 | 大愛電視台       | 《黃金大天團》                 | 陳守財       |
| 2018年 | 大愛電視台       | 《在愛之外》                   | 阿馬         |
| 2020年 | 大愛電視台       | 《人生算什麼》                 | 謝來文       |
| 2020年 | 大愛電視台       | 《我在你心裡》                 | 堂哥         |
| 2021年 | 八大戲劇台       | 《她們創業的那些鳥事》         | Ken          |
| 2021年 | 大愛電視台       | 《飄洋過海來愛你               | 阿才         |
| 2022年 | 民視             | 《市井豪門》                   | 楊坤火       |
| 2022年 | 中視             | 《台灣x檔案》                  | 林彥文       |
| 2024年 | 華視、公視台語台 | 《勇氣家族》                   | 評審         |
| 2024年 | 八大戲劇台       | 《妳是我的姊妹》               | 第一廣告總監 |
| 2025年 | 民視             | 《好運來》                     | 黑狗         |

## 電影
- 2009年《星月無盡》 飾演 阿水
- 2011年《茱麗葉》 飾演 小陳
- 2016年《最萌身高差》飾演
- 2017年《大釣哥》飾演 麵攤老闆

#### 微電影
- 2022年《店仔》飾演 阿成 雜貨店老闆

（110級南臺科技大學資訊傳播系小型畢業製作）

## 主持作品

#### 電視節目
- 2001年 三立都會台《莫的斯里講笑話》

## 音樂作品

#### 單曲
- 2014年 《想要哭 Want to cry》（《2K14棒球歌合輯》）

## 外部連結
- 小湯圓的爸爸的新浪微博
- 馬國弼在香港影庫上的簡介
- 馬國弼在豆瓣上的资料（简体中文）
- 馬國畢加油團-Facebook